# コソボ地位問題
コソボ地位問題（又はコソボ地位プロセス）とは、セルビアの領土から国際連合による暫定統治に委ねられたコソボの最終的な国際法上の地位を確定する問題である。2007年末にコソボの地位をめぐる交渉は合意に達することができず、また2007年11月のコソボ議会選挙の結果を受けて2008年2月にコソボが一方的に独立を宣言したため、事実上、コソボ地位プロセスは実を結ぶことなく終了した。

## 概要
コソボでは1991年、コソボ共和国としてユーゴスラビア連邦共和国からの独立を宣言した。これを国際的に承認したのは、アルバニアとマレーシアのみであり、国際社会からはコソボは独立国と見なされず、ユーゴスラビア連邦の一自治州と見なされていた。
一方1999年のコソボ紛争後に採択された国連安全保障理事会決議第1244号にもとづきセルビア人部隊はコソボから撤退し、これに代わって国際連合コソボ暫定行政ミッション（United Nations Interim Administration Mission in Kosovo: UNMIK）の暫定統治下に入った。国連安全保障理事会決議第1244号は前文の中でユーゴスラビア連邦共和国の領土的一体性が明確に記述されており、コソボは名目上はセルビアの領土ではあるが、事実上セルビアの実効支配から脱する事になった。ただし国連安全保障理事会決議第1244号にもとづくコソボの地位はあくまで暫定的なものでコソボの最終的な地位の決定は先送りとなる。「コソボの地位問題」とは、究極的にはこの国連統治の状態の後に、セルビア領の自治領へと復するか、あるいは独立国とするのかを決定する国際問題である。

## 経緯

### 「地位の前に水準」政策
UNMIK統治下のコソボの最終的な地位は未定とされたが、国際社会は、地位の確定よりもコソボ域内における民主的諸制度の整備（「コソボ水準」）を先行させるべきとする「地位の前に水準」政策をとった。

### アハティサーリ特使による仲介
2004年、遅々として進まない水準履行に不満を持っていたアルバニア系住民により大規模な暴動が発生した。治安維持軍を派遣している西側諸国は地位の早期確定の必要性を認識し、地位問題が加速した。2005年、元フィンランド大統領のマルッティ・アハティサーリが国際連合コソボ特別大使に任命され、同特使は、ウィーンに国際連合コソボ特別大使事務所（UN Office of the Special Envoy for Kosovo; UNOSEK）を設置した。アハティサーリらは2006年中の地位確定を目指して、米露英独仏伊6ヶ国からなる連絡調整グループ（CG）の下、包括的解決案の取りまとめを開始した。その後、セルビアの憲法改正、議会選挙の影響で包括的解決案の提示は2007年にずれこんだ。
2007年2月2日、アハティサーリ国連特使は、セルビアの首都ベオグラードでセルビアの大統領タディッチに包括的解決案を提示した。同案では、「民主的に自由統治」し、独自憲法、治安部隊（コソボ治安軍）を持ち、国際条約を締結できるほか、国際機関への加盟も認めるという、名目上は独立承認ではないが事実上は国際社会の監督下での事実上の独立を示す内容のものであった。しかし、タディッチは仲介案を拒否し、コソボ地位交渉は国際連合安全保障理事会に場を移すこととなった。

### 国連安保理での議論
国連安全保障理事会では、アメリカとEUが共同でアハティサーリ包括的解決案を支持するよう取り纏めを行おうとした。しかし常任理事国として拒否権を持つロシアが、主権国家であるセルビアの同意なしの提案は受け入れないと宣言し、アハティサーリ包括的解決案を採択する新決議のめどが立たず、結局アメリカとEUは決議案の提出自体を断念した。

### トロイカ仲介プロセス
国連安全保障理事会での決議採択断念を受けて、連絡調整グループは、当事者間に直接交渉の機会を与えるとして、アメリカ、EU、ロシアからそれぞれ1名の特使を任命。三特使（ウィズナー米特使、イシンガーEU特使（駐英ドイツ大使）、ボツァン・ハルチェンコ露特使）が仲介するトロイカ仲介プロセスが開始された。
三特使は精力的に両当事者の仲介を行い、その過程で14項目の提案を行った。また、イシンガーEU特使は、コソボの法的地位に直接触れない合意案を非公式に提示した。しかし、セルビア側は高度な自治案を提示したのに対し、アルバニア系住民側は独立を前提とした友好善隣条約案を提示した。結局、ブリュッセルとウィーンで合計６回の直接交渉は議論が平行線のまま終了した。これを受けて三特使は2007年12月14日、こうした経緯をまとめた報告書を国連に提出した。トロイカ仲介プロセスは終了した（ロシア、セルビアは仲介継続を主張）。

### 独立宣言
このまま新たな決議が採択されずに国連統治の状態が続けば、コソボの独立を切望する多数派のアルバニア人の意に反して、長期間にわたってコソボが不安定な地位に置かれる状態が続くことに対して、アルバニア人による暴動など地域の不安定化が懸念されていた。2007年11月に行われたコソボの議会選挙において、コソボ独立志向ながらも穏健派の、コソボ大統領ファトミル・セイディウ率いるコソボ民主同盟に替わって、コソボ民主党が第一党となった。コソボ民主党はハシム・サチを指導者としコソボの即時独立を主張する「強硬派」であり、解体されたコソボ解放軍の政治部門であった。
独立を認めないことによる地域の不安定化を懸念したアメリカ合衆国はじめとする主要西側諸国は、コソボの独立を容認する姿勢を示した。これをうけて2008年2月17日、コソボ議会は独立宣言を採択した。これに対してセルビア側は交渉継続と独立反対を主張しており、同日に独立宣言の無効を宣言した。
セルビア領コソボの国連暫定統治は、国連安全保障理事会決議1244に基づいたものであり、国際法上の合法性が明確である。他方、コソボの独立はこの決議には含まれておらず、国連による暫定統治下に置かれているセルビアの領土を、当事国であるセルビアの許諾なしに独立させることに関して国際法上の疑義がある。そのため、地域の安定のためにはコソボの独立をやむなしとする立場と、このような国際法上の疑義からこれに反対する立場がある。

### 独立宣言（2008年）後
2008年2月17日の独立宣言後、欧米を中心に徐々にコソボを国家承認する国は増加している。しかしながら他方では、こうした国際法上の疑義のある独立宣言を有効と認めることが各国が抱える分離・独立運動の前例となるとして、国家承認に反対の立場を表明した国も少なくなく、世界中に約200ある主権国家のうち、何ヶ国が承認に踏み切るのかが今後の焦点となっている。他方、セルビア国内では、独立問題への対応から連立与党が分裂し、5月11日に議会総選挙が行われることとなり、親欧米派と目されるボリス・タディッチ率いる民主党が勝利した。セルビアでは、自由民主党を除くほぼすべての主要政党はコソボの独立には反対の立場で一致しているものの、コソボの独立に対する対処法を巡って対立がある。
| コソボを独立国として正式に承認した国家・地域。 コソボを独立国として正式に承認するつもりであると表明した国家・地域。 立場が決まっていないか、不明瞭または曖昧な国家・地域。 一方的な動きに対する不同意、または更なる交渉への期待を表明した国家・地域。 コソボを独立国として承認しないつもりであると表明した国家・地域。 現在の所、立場が報じられていない国家・地域。 |

国境線の不変更の原則を侵してのコソボの独立は、その他の独立運動のある地域の問題を先鋭化させる可能性も危惧されている。ボスニア・ヘルツェゴビナのスルプスカ共和国の議会は、「国際社会の求めに応じ、平和を維持するために、今すぐの権利行使はしない」との保留つきながら、「コソボの独立が認められるならば、スルプスカ共和国も独立の権利を有する」との決議をした。
独立1周年の2009年6月の時点で、西側諸国を中心に60の国がコソボの独立を承認している。他方で、国際法上の疑義や、他地域での独立運動の前例となることへの懸念などから、コソボの独立に反対の立場を表明した国も少なくない。国連安保理で拒否権を持つロシアはコソボの独立に反対の立場であり、また中国も更なる交渉の進展を期待するとして現状での独立は時期尚早であると考えている。このため当面は、コソボの独立を認め、UNMIKによるコソボでの任務を終了する国連安保理決議の採択の見通しはない。
独立宣言が国際法に違反しているとのセルビアの主張を受け、2008年10月に国際連合総会が国際司法裁判所に対して適法か否か勧告的意見を出すよう求め、2010年7月22日には独立宣言は国際法に違反していないと表明した。ただし、これには法的拘束力はない。

## 見解の相違

### 国際法上の見解
コソボ紛争の条件となった国際連合安全保障理事会決議1244では、セルビア領コソボ自治州の国際連合による暫定統治を認めさせる一方、当時のユーゴスラビアの領土の一体性について明確に言及されていた。また、この中にコソボの独立を認める条文は存在していない。国際法上コソボはセルビアの領土であり、コソボの独立権は認められていない。このため、こうした国際法上の疑義によって、コソボ独立に反対する立場がある。アルゼンチンなどはこのような立場からコソボの独立に反対の立場をとっている。これに対して、コソボ独立を支持する側は、この決議にはコソボ独立を禁止する条文もないとしている。この決議案はコソボにおける国際の統治ついて言及したものであり、ICO及びKFORはこれに基づいて引き続きコソボに留まるとしている。

### 地域の安定化と紛争解決の手法として
ヴェストファーレン条約以来の国際法の基盤となる国境線不変更の原則を無視し、主権国家であるセルビアの同意なくその領土の分離を認めることは、今後の国際紛争の大きな火種にあるとの主張が存在する。
コソボ独立を支持する立場からは、コソボで多数派を占めるアルバニア人はコソボの独立を希求しているのに反して、コソボが紛争以降8年にもわたって不安定な立場におかれていたことを重視し、これ以上この状態が長引けば大規模な反乱も予想されるため、コソボの独立を是認せざるを得ないと考えられている。また、コソボにおいては、セルビアの統治は8年間にもわたって停止されており、再びコソボをセルビアの統治下におくことはもはや不可能であるとも考えられている。コソボの独立はコソボ紛争を背景とする特異な（sui generis）ケースであり、他地域における独立問題の前例とはならないと説明されている。
一方の反対派からは、セルビアがコソボを統治できるかどうかはあくまでも内政上の問題であって、国際法上の問題ではない。統治状態に関わらず他国がセルビアの主権を無視して一部領土の分離独立を認めることにより、他地域での独立運動の先鋭化だけでなく、近隣諸国の政治的な思惑による他国に対する主権侵害を今後触発するとの警鐘がコソボの独立宣言当時から出されていた。スペインやグルジアなど、国内に少数民族問題を抱える国々の多くが、同様の立場からコソボの独立に反対している。
コソボが独立を宣言した2008年、南オセチアやアブハジアはコソボ独立を前例に、自らの独立を各国に求めるとした。同年8月にグルジアの南オセチア進攻で発生した南オセチア紛争では、ロシアはグルジアに直接軍事介入して南オセチアの独立を軍事的に保障した上で、国家承認を求めていた南オセチアとアブハジアの独立をロシアなど数箇国が支持した。さらに、クリミアのウクライナからの独立及びロシア併合においてもロシアのプーチン大統領はコソボ独立を前例としてその手続を正当化している。この場合、ロシアは友好国であるセルビア側の立場を取りコソボの独立に反対していたが、欧米の同盟国がこぞってコソボ独立を「特例」として承認したことに対する報復的な法解釈として、今後ロシア人を少数民族として有する東欧諸国を脅かしている。

### 民族的・文化的権利、人権に関して
コソボ独立に賛成の立場からは、包括的解決案はセルビアの立場を十分反映していると主張されている。同案の下では、セルビア系住民の安全や人権、セルビア文化遺産は保護され、またコソボは国際的監督下に留まるとされる。独立宣言をしたコソボの政府も、包括的解決案に基づく憲法を準備し、また引き続き国際的監督を受け入れる意思を表明している。 そのため、コソボ独立によってセルビア人の権利が侵害されることはないとしている。
これに対して、独立に反対の立場からは、コソボのセルビア人に対する保護は十分ではないと主張されている。コソボを脱出したセルビア系難民の帰還は進んでいない。また、コソボに留まったセルビア人に対する脅迫や嫌がらせは相次いでおり、セルビア人の身辺に対する爆発物の設置や殺人、拉致事件も少なからず発生している。また、こうした状況に対するコソボ当局の対応は十分とはいえないと批判されている。そのため、セルビア系住民の人権保護を定めた国連安全保障理事会決議第1244号は、完全に履行されているとは言えないとしている。
他方で、アルバニア人の人権および文化的権利はすでに国連決議第1244号に基づくコソボの暫定国連統治によって守られている。さらに、セルビア政府もコソボに「自治以上、独立未満」を与える用意があるとしている。また、国家主権を覆すような民族自決は、国連で認められた権利ではない。そのため、独立反対派からは、このような立場からコソボの独立の正当性を主張することはできないとしている。

### 大アルバニア主義への懸念
大アルバニア主義は、コソボをはじめとするアルバニア国外でアルバニア人の居住する地域をアルバニアへと統合することを目指す民族統一主義であり、アルバニア人が多く住む地域を有する国々、特に北マケドニア共和国において国の分裂を招きかねない大きな脅威となっている。
コソボ政府は、アルバニアを含むいかなる国との連合にも否定的であり、また、コソボよりも経済発展の遅れた国と考えられるアルバニアとの合併にはメリットが少ない。また、アルバニア政府もコソボとの統合には否定的である。コソボはアルバニア人のみのものではなく多民族国家であり、コソボ憲法ではコソボは民族などの別によらない自由平等の多民族国家であると規定されている。こうした点から、コソボ独立を支持する立場は、コソボの独立を大アルバニア主義の実現とする批判は当たらないとしている。
他方で、コソボの独立運動は、コソボで多数派を占めるアルバニア人による民族統一主義の一端にすぎないという見方もある。コソボのアルバニア人はアルバニア国旗および国章である鷲を独立運動のシンボルとして掲げている。コソボ独立に刺激を受け、北マケドニア共和国、モンテネグロ、セルビア本国、ギリシャのアルバニア人地域を巻き込んでの大アルバニア主義の台頭が懸念されている。2008年前半、北マケドニア共和国において、隣接するコソボの国家承認の是非は国論を二分する議論となった。即時の独立承認を主張するアルバニア系政党アルバニア人民主党が、連立与党を組む内部マケドニア革命組織・マケドニア国家統一民主党と対立して連立与党が解体され、2008年5月には総選挙が行われた。モンテネグロは、コソボの独立承認に肯定的な立場を表明しつつも、政治的・経済的に結びつきの深い隣国であるセルビアとの関係にも苦慮してきた。
2008年10月9日、大アルバニア主義の脅威をもっとも強く受ける2つの隣国、北マケドニア共和国とモンテネグロは、そろってコソボの独立を承認した。